# Yannick Martinez
Yannick Martinez   (Fourchambault, 4 de maig de 1988) és un ciclista francès, professional des del 2015 al 2018. El seu pare Mariano, el seu oncle Martín i el seu germà Miguel també s'han dedicat professionalment al ciclisme.

## Palmarès
- 2009
  - 1r a la Val d'Ille Classic
- 2010
  - 1r al Premi des vins nouveaux
- 2011
  - 1r al Gran Premi de Saint-Étienne Loire
  - 1r al Tour del Charolais
  - 1r a la Bourg-Arbent-Bourg
  - 1r al Gran Premi dels Hauts-de-France
  - 1r al Gran Premi des Grattons
  - Vencedor d'una etapa al Tour Nivernais Morvan
  - Vencedor d'una etapa al Circuit de Saône-et-Loire
  - Vencedor de 2 etapes al Tour d'Auvergne
- 2013
  - Vencedor d'una etapa als Quatre dies de Dunkerque
  - Vencedor d'una etapa a la Ruta del Sud

### Resultats a la Volta a Espanya
- 2014. 81è de la classificació general

Fonts: